# Cazouls-d’Hérault
Cazouls-d’Hérault (okzitanisch: Càsols d’Erau) ist ein Ort und eine südfranzösische Gemeinde mit 413 Einwohnern (Stand: 1. Januar 2022) im Département Hérault in der Region Okzitanien. Die Gemeinde gehört zum Arrondissement Béziers und zum Kanton Mèze. Die Einwohner werden Cazoulins genannt.

## Lage
Cazouls-d’Hérault liegt etwa 26 Kilometer nordöstlich von Béziers und etwa 35 Kilometer westsüdwestlich von Montpellier am Boyne und am Hérault, der die Gemeinde im Osten begrenzt. Umgeben wird Cazouls-d’Hérault von den Nachbargemeinden Paulhan im Nordwesten und Norden, Usclas-d’Hérault im Norden und Nordosten, Montagnac im Osten, Lézignan-la-Cèbe im Süden und Westen sowie Nizas im Westen.

## Bevölkerungsentwicklung
| Jahr                       | 1962 | 1968 | 1975 | 1982 | 1990 | 1999 | 2006 | 2019 |
| Einwohner                  | 343  | 315  | 330  | 302  | 283  | 272  | 302  | 412  |
| Quellen: Cassini und INSEE |      |      |      |      |      |      |      |      |

## Sehenswürdigkeiten

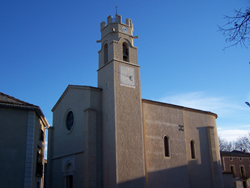
Kirche Saint-Pierre
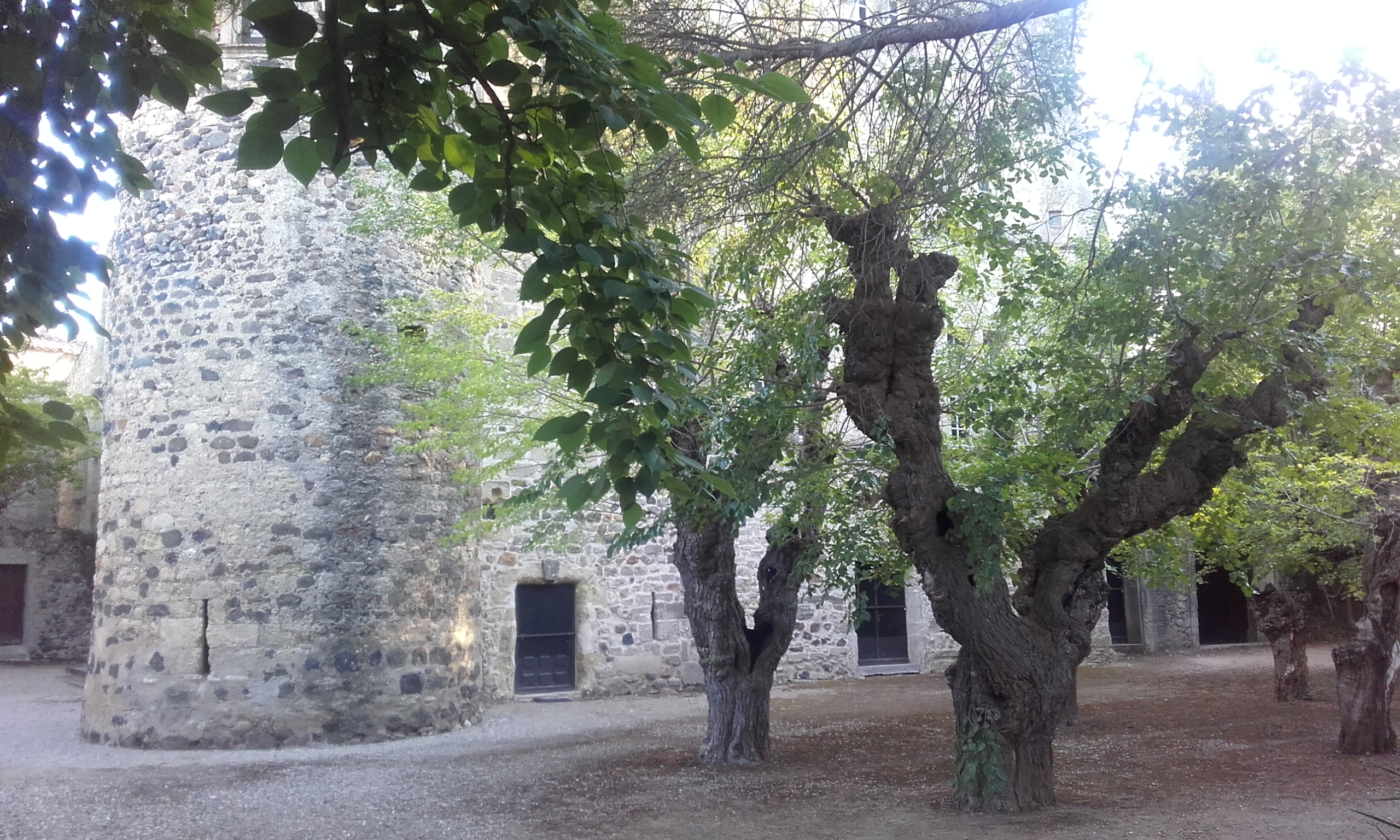
Burg Cazouls-d’Hérault

- Kirche Saint-Pierre
- Burg Cazouls